# Anakonda velká

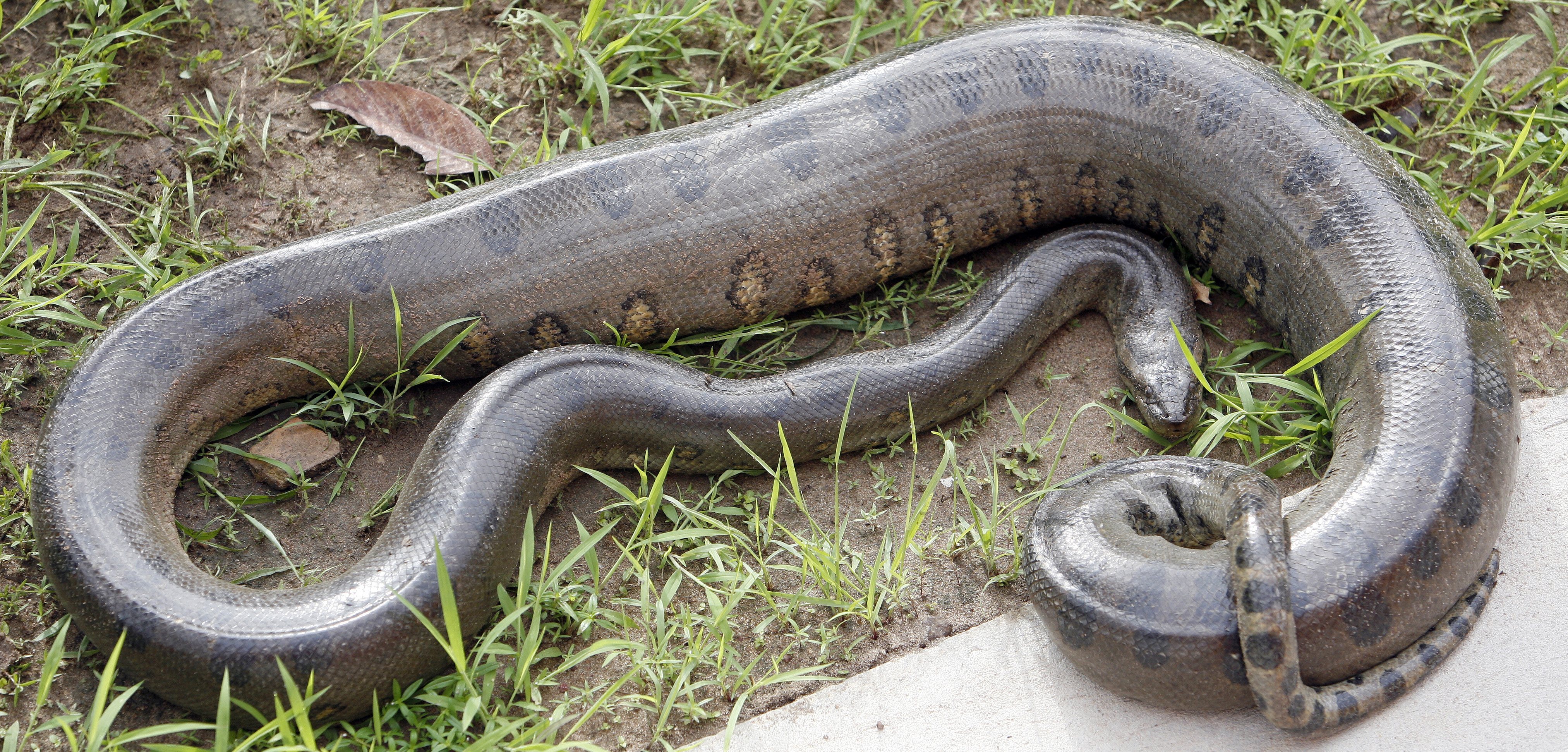
Tři metry dlouhá anakonda (Brazílie)

Anakonda velká (Eunectes murinus) je velký had z čeledi hroznýšovitých. Žije v tropických a subtropických oblastech Jižní Ameriky. Je přizpůsobena dlouhodobému pobytu ve vodním prostředí. Dosahuje nejčastěji délky 2,5 až 5 metrů, obzvláště velcí jedinci měří 5 až 6 metrů, přičemž se předpokládá, že ve výjimečných případech a za vhodných podmínek může dorůst až k 7 metrům. Zprávy o devítimetrových, desetimetrových či dokonce ještě delších jedincích nejsou považovány za věrohodné. Jelikož je robustně stavěná, jedná se o nejtěžšího hada světa, dosahuje hmotnosti i více než 100 kg. Ačkoliv je anakonda velmi populární jak mezi herpetology tak i laiky, o jejím životě se ví relativně málo informací. Živí se rozličnými živočichy až do velikosti kajmana či dospělé kapybary, které zabíjí udušením ve smyčkách svého těla. 
Mezinárodní svaz ochrany přírody (IUCN) anakondu velkou vyhodnocuje jako druh málo dotčený, neboť obývá rozlehlé území, vyskytuje se v množství chráněných oblastí a populace neubývá žádným výrazným tempem. Přesto musí čelit hrozbám ze strany lidí v podobě perzekuce kvůli strachu z její velikosti a nebezpečnosti, ničení stanovišť a někde dochází i k úmrtí po srážkách s vozidly.

## Etymologie
Jméno „anakonda“ je odvozené od řeckého slova ευνήκτης, což znamená „dobrý plavec“. 

## Popis
Anakondy patří mezi nejdelší hady světa. Běžně dorůstají okolo 3–4 metrů, výjimkou nejsou jedinci přibližně 5 metrů dlouzí, ovšem ve výjimečných případech mohou dorůst až do délky okolo 7 metrů, podobně jako několik druhů krajt. Rekordní jedinci měřící nad 8 m nejsou považováni za věrohodně potvrzené. Anakondy jsou nejtěžšími hady na světě. Jejich průměrná hmotnost se pohybuje okolo 30 až 70 kg, ale hmotnost velkých jedinců může dosahovat hodnot okolo 100 kg a předpokládá se, že výjimečně snad i téměř 200 kg (hmotnost se udává po odečtení váhy obsahu žaludku). Samice bývají zpravidla mnohem větší než samci, zvláště hmotnostně.
Má olivově nebo žlutohnědě zbarvené tělo s okrouhlými tmavými až černými skvrnami. Od očí se až ke koutkům tlamy táhnou nažloutlé, bílošedé nebo načervenalé, černě olemované proužky. Její mláďata jsou zbarvena velice pestře.

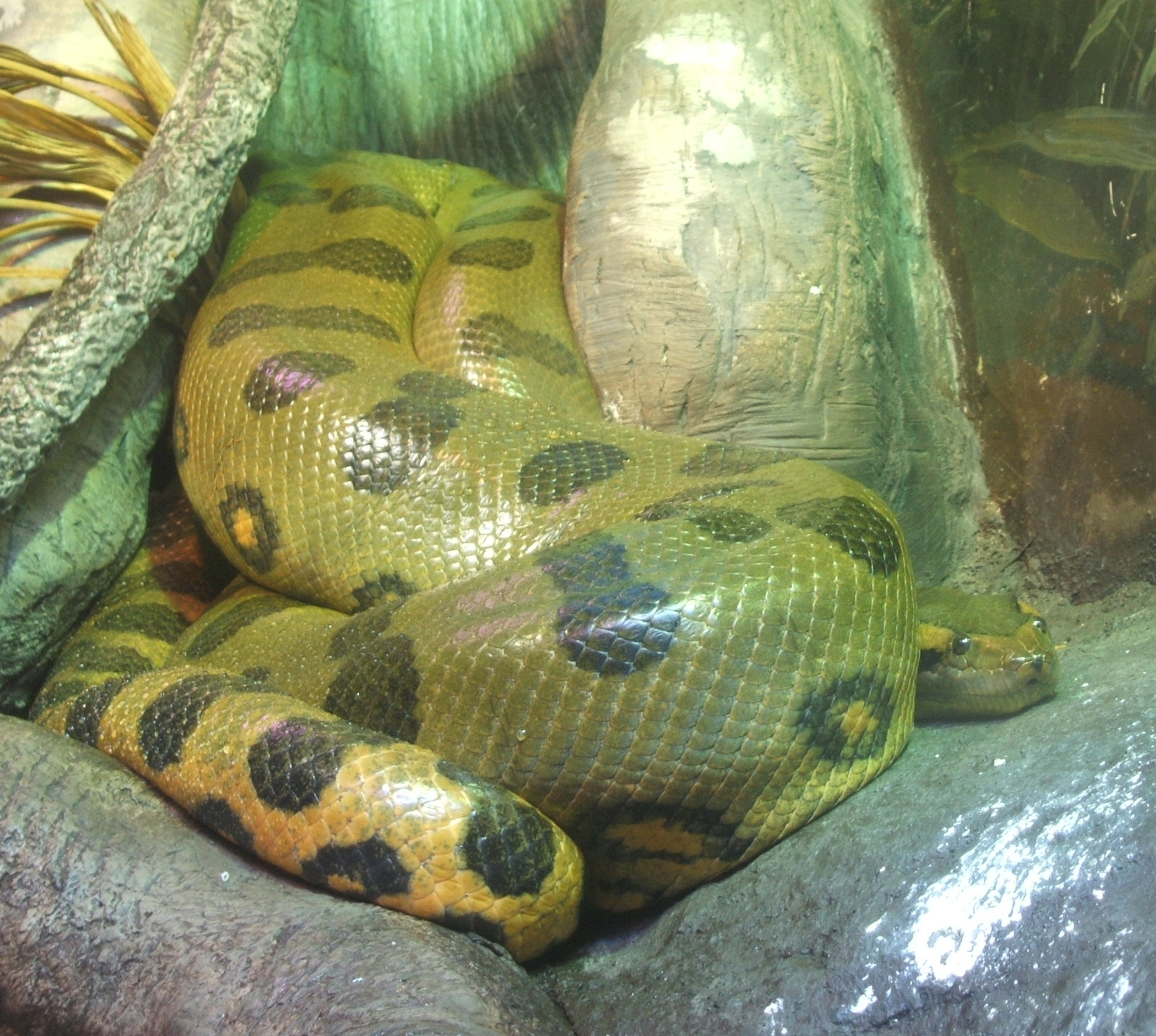
Dospělec anakondy velké

## Výskyt

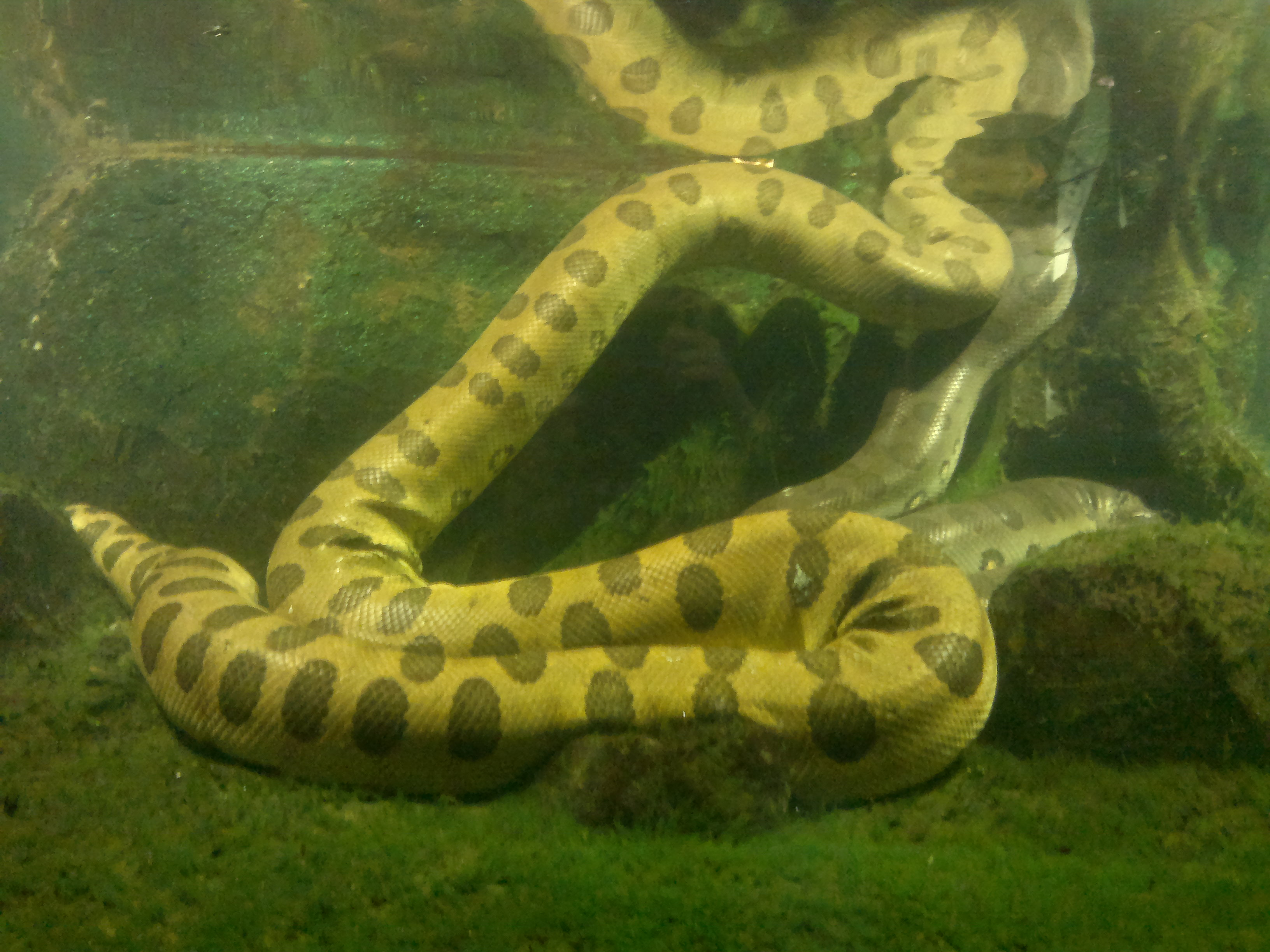
Anakonda velká v ZOO Praha

Oba nejznámější druhy anakond (velká a žlutá) jsou snad nejvíce ze všech hroznýšovitých spjaty s vodou. Jejich oči, vystouplé a položené navrch hlavy, jsou toho důkazem. Anakondy se téměř nikdy nevzdalují daleko od vody. Nejčastěji dávají přednost stojaté nebo líně tekoucí vodě, velmi hojné jsou v záplavových oblastech. Z tohoto faktu také vyplývají střety s člověkem, kdy se anakondy v době povodní často dostanou až do blízkosti lidských obydlí. V době, kdy bažiny a řeky vysychají, upadá anakonda do stavu jakési strnulosti. Výborně plave, ve vodě vyvine značnou rychlost a obrovskou sílu. Na souši se pohybuje pomalu. Jejím biotopem je Amazonský deštný prales. Vyskytuje se např. v Brazílii, Kolumbii, Peru, Venezuele, Guyaně a také na Trinidadu.

## Potrava
V potravě není vybíravá, v přírodě loví kajmany, želvy, antilopy a ryby, ale i ptáky, kapybary a jiné savce. V zajetí se krmí savci a ptáky přiměřené velikosti. Anakondy jsou schopny ulovit až sedmdesátikilové prase. Většinou útočí z vody, ale jsou známy i případy, kdy svou kořist napadla ze stromu. Oběť tráví několik týdnů zalezlá v různých úkrytech. 

## Poddruhy
V současnosti jsou anakondě uznávány tři poddruhy:
- Eunectes murinus murinus
- Eunectes murinus scytale
- Eunectes murinus gigas

## Chov v zajetí
Pro chov anakondy je třeba mít povolení.[zdroj?] Vzhledem k její velikosti a časté útočnosti je nutné zachovávat potřebná bezpečnostní opatření. Jde o velmi kousavé hady s ostrými a dlouhými zuby pro lovení kluzkých ryb. Kousnutí anakondou značně krvácí a může se nepříjemně zanítit. Je zřejmé, že patří do terárií jen nejzkušenějším chovatelům.[zdroj?]
Pro anakondu velkou zařizujeme co největší nádrž se silnou větví a velkým vyhřívaným bazénem, neboť tento had tráví většinu času ve vodě. Teplotu 26–32 °C udržujeme po celých 24 hodin. V teráriích se páří od listopadu do února, samice bývá gravidní asi 200 dní. Mláďata jsou dlouhá od 35 do 70 cm a bývá jich kolem 30. Anakondy se dožívají až 25 let.
Je chována v zoologických zahradách. Anakondu chovají u nás např. Zoo Brno, Zoo Praha, Zoo Dvorec a v Jihlavě. Na Slovensku je chována pouze v Zoo Bojnice. Československý prvoodchov se podařil v roce 1984 v Zoo Plzeň.

## Pověsti o obřích exemplářích anakondy
Podle Guinnessovy knihy rekordů byla největší délka anakondy 845 cm. Nicméně existují zprávy o mnohem větších exemplářích. Je možné, že právě gigantičtí jedinci anakondy velké stojí za legendou amazonských indiánů o buiuně, vodní nestvůře se svítícíma očima, připomínající obřího hada. Zmíněný 845 centimetrů dlouhý jedinec byl zastřelen v roce 1960 v Brazílii. Byla to samice vážící 227 kilogramů a obvod jejího těla byl 111 centimetrů. Její tělo v nejširším místě měřilo 35 centimetrů.
Americký cestovatel Algot Lange tvrdil, že zastřelil anakondu delší než 25 metrů. Nejvěrohodnějším tvrzením o gigantické anakondě je zpráva anglického cestovatele Percyho Fawcetta, který velice barvitě popsal zastřelení jedince dlouhého 18,6 metru.
Newyorská zoologická společnost vypsala vysokou odměnu za exemplář delší 9,15 metrů. I přes množství hlášení o mnohem větších jedincích odměna na svého adresáta stále čeká, neboť žádný z těchto exemplářů nebyl věrohodně doložen.

## Film
V dobrodružných hororech a filmech žánrově podobných Spielbergovým Čelistem (1975) je pochopitelně variace na téma vraždícího predátora velmi oblíbená. Ušetřen nezůstal ani druh anakond velkých, vznikl např. snímek Anakonda (1997) s Jennifer Lopez a Jonem Voightem či kritikou poměrně nepříznivě přijatý film Anakonda: Honba za krvavou orchidejí (2004).

## Galerie

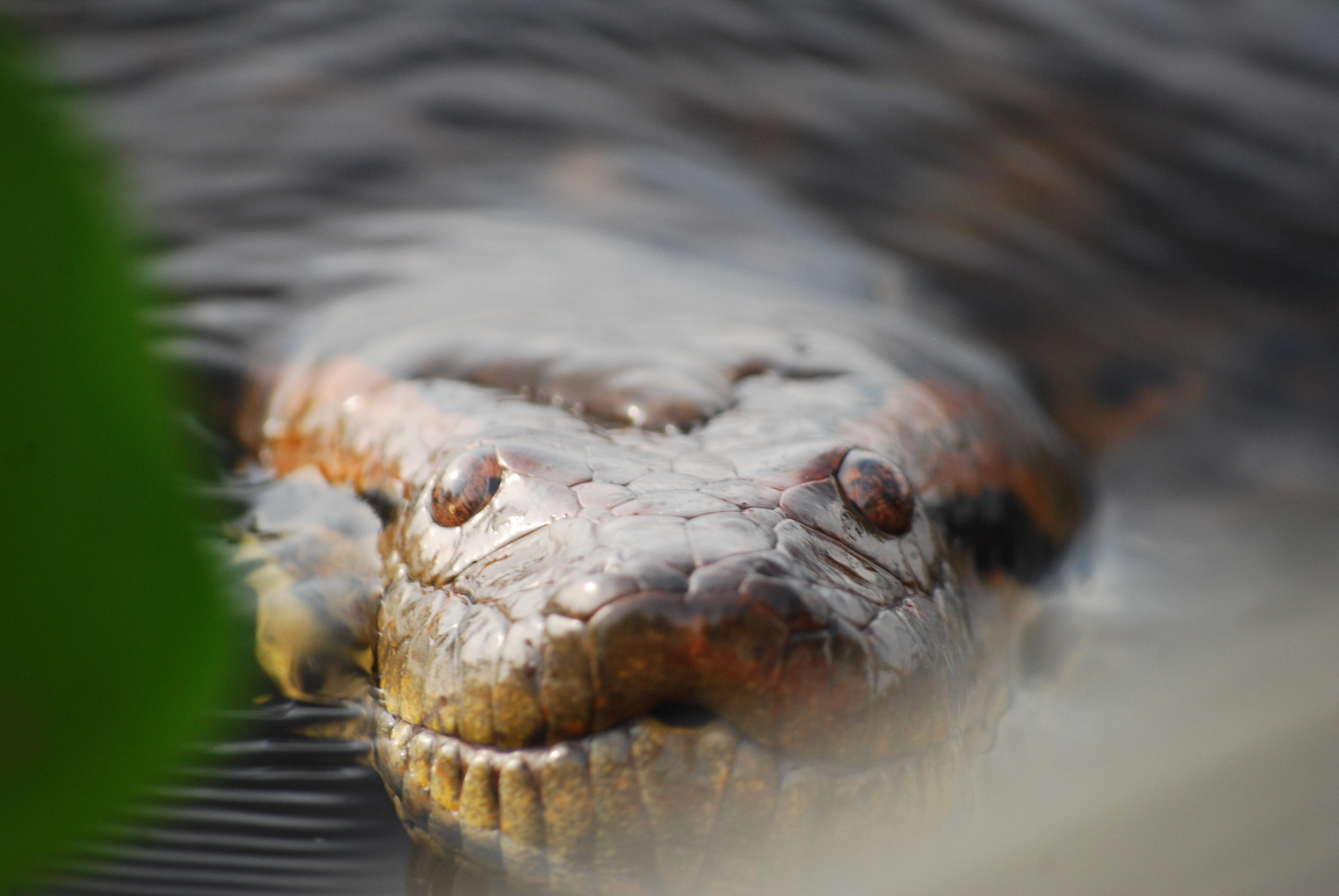
Morfologie hlavy anakondy
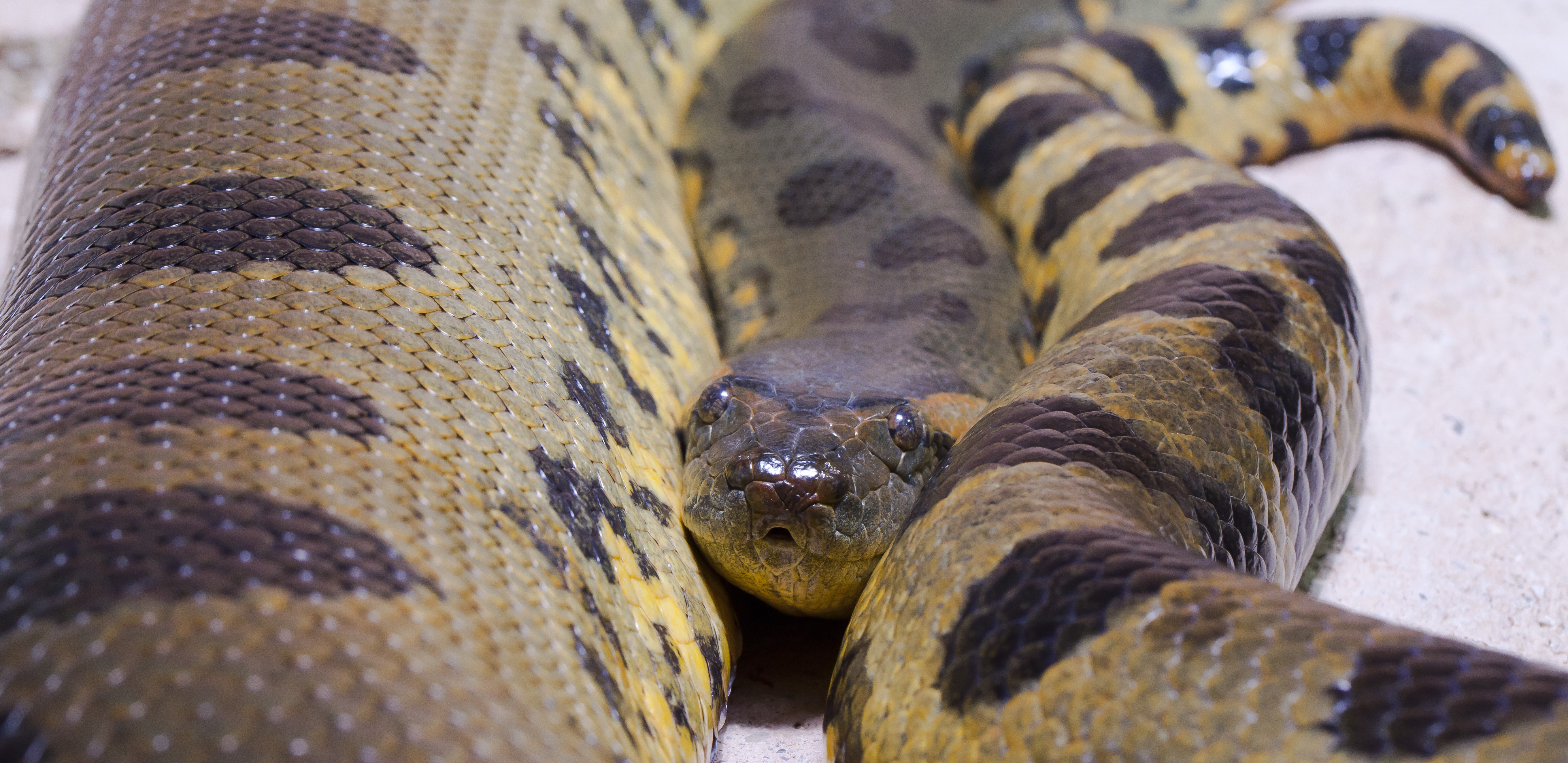
Eunectes murinus, Tierpark Hellabrunn, Mnichov
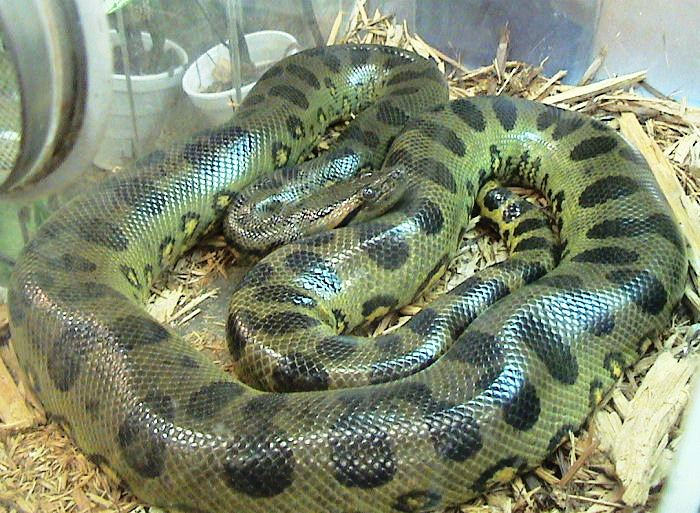
Eunectes murinus
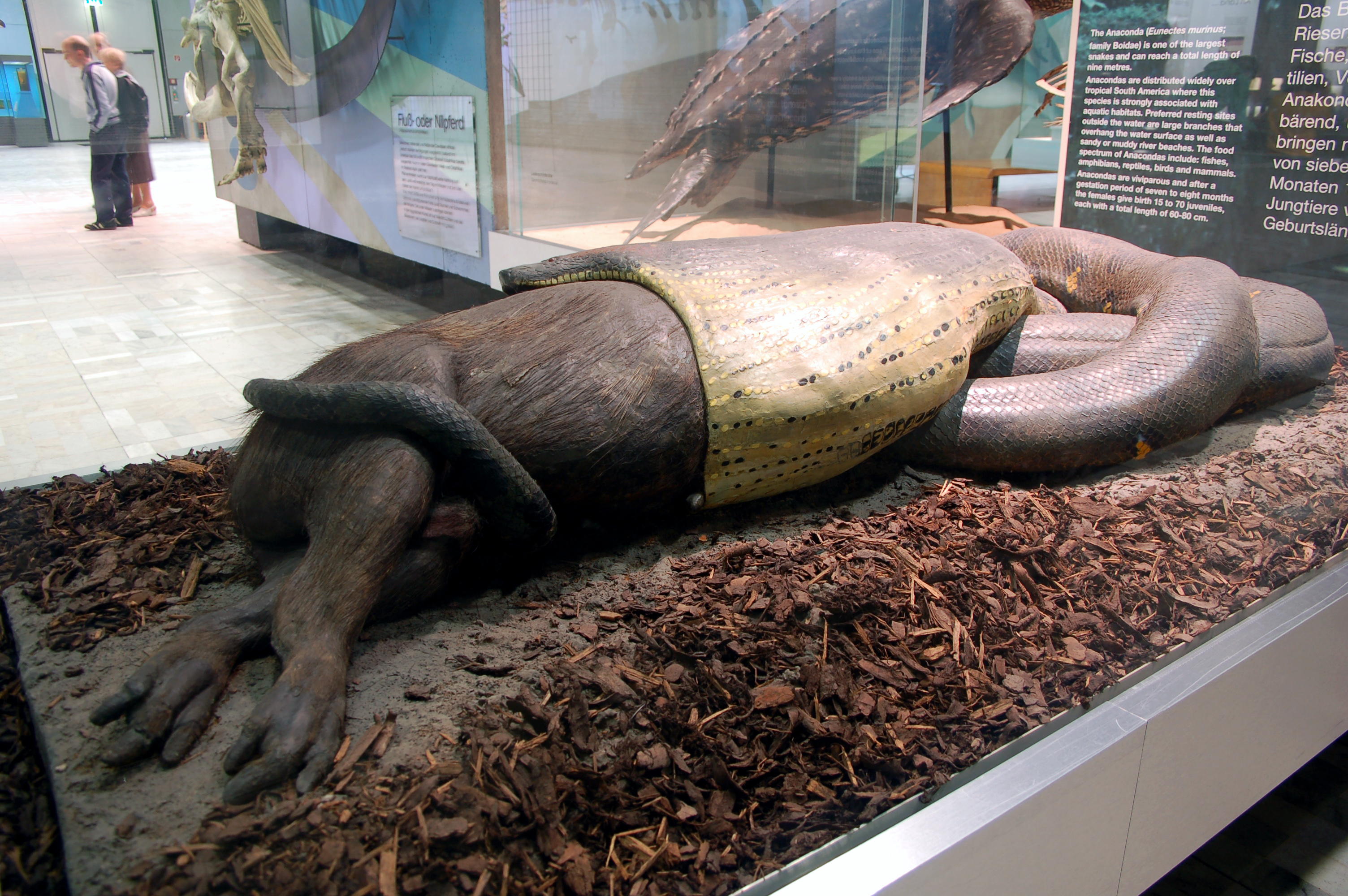
Anakonda požírající kapybaru (muzejní exponát)
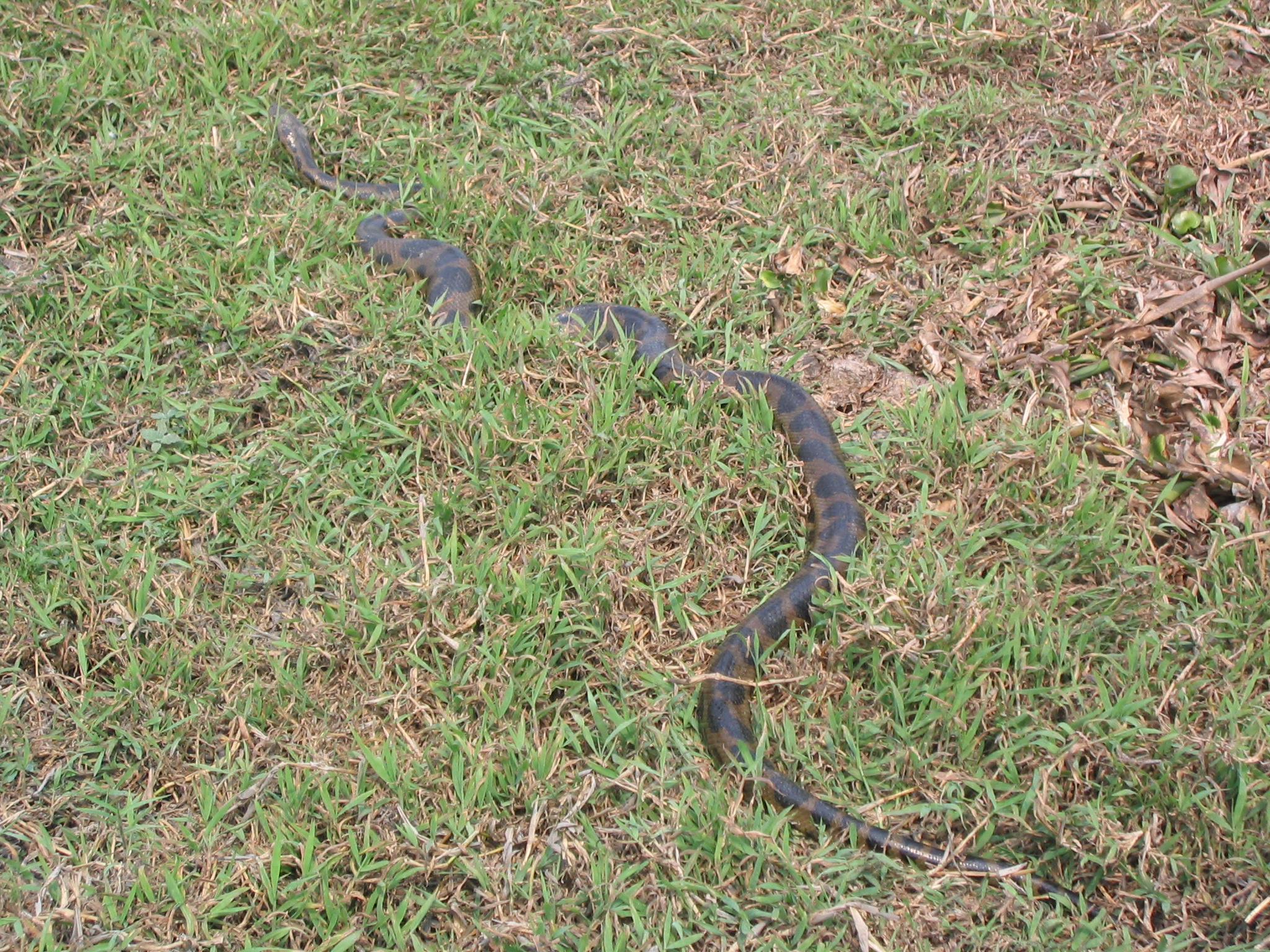
Anakonda (Bolívie)
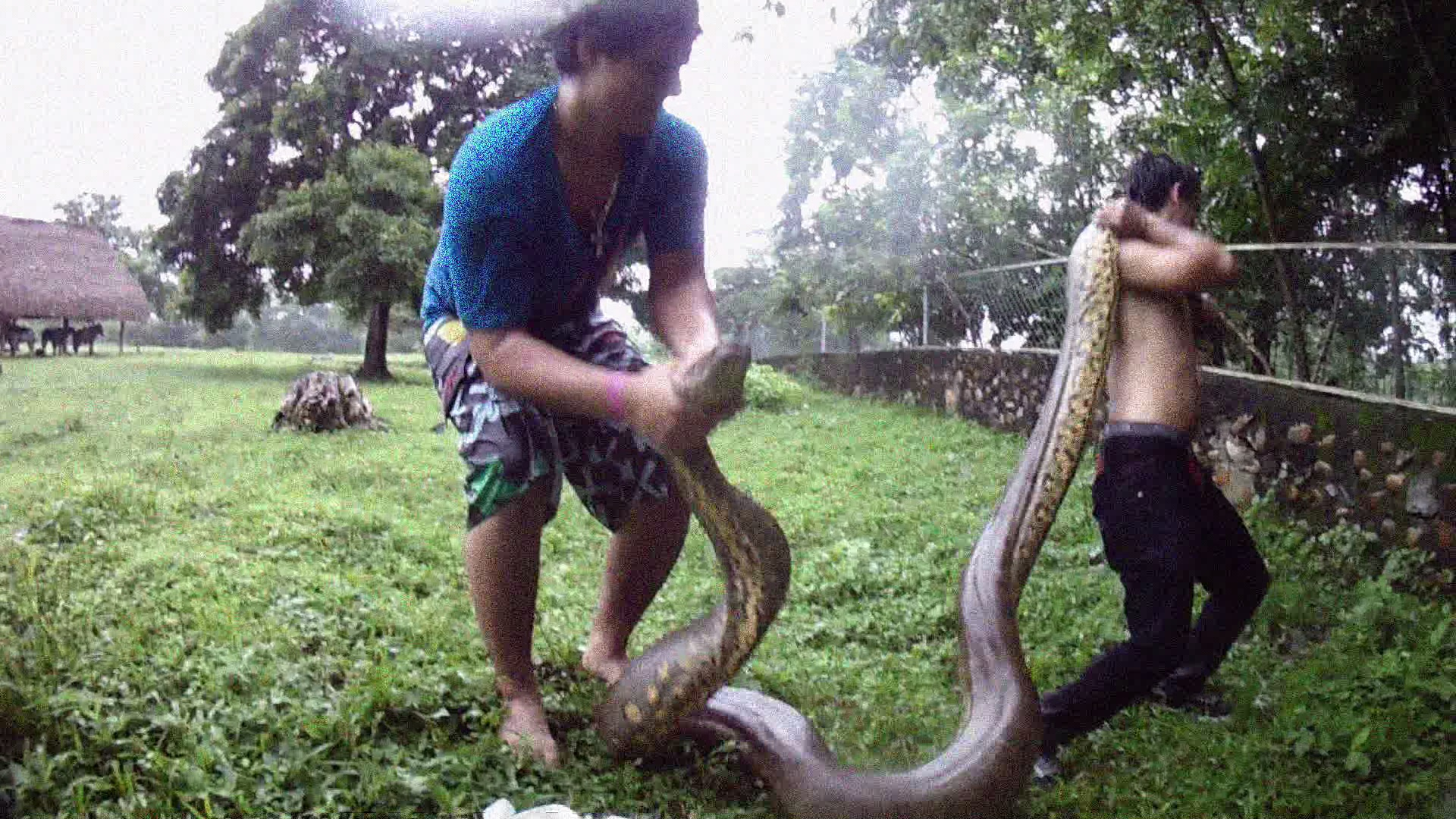
Anakonda chycená v Kolumbii
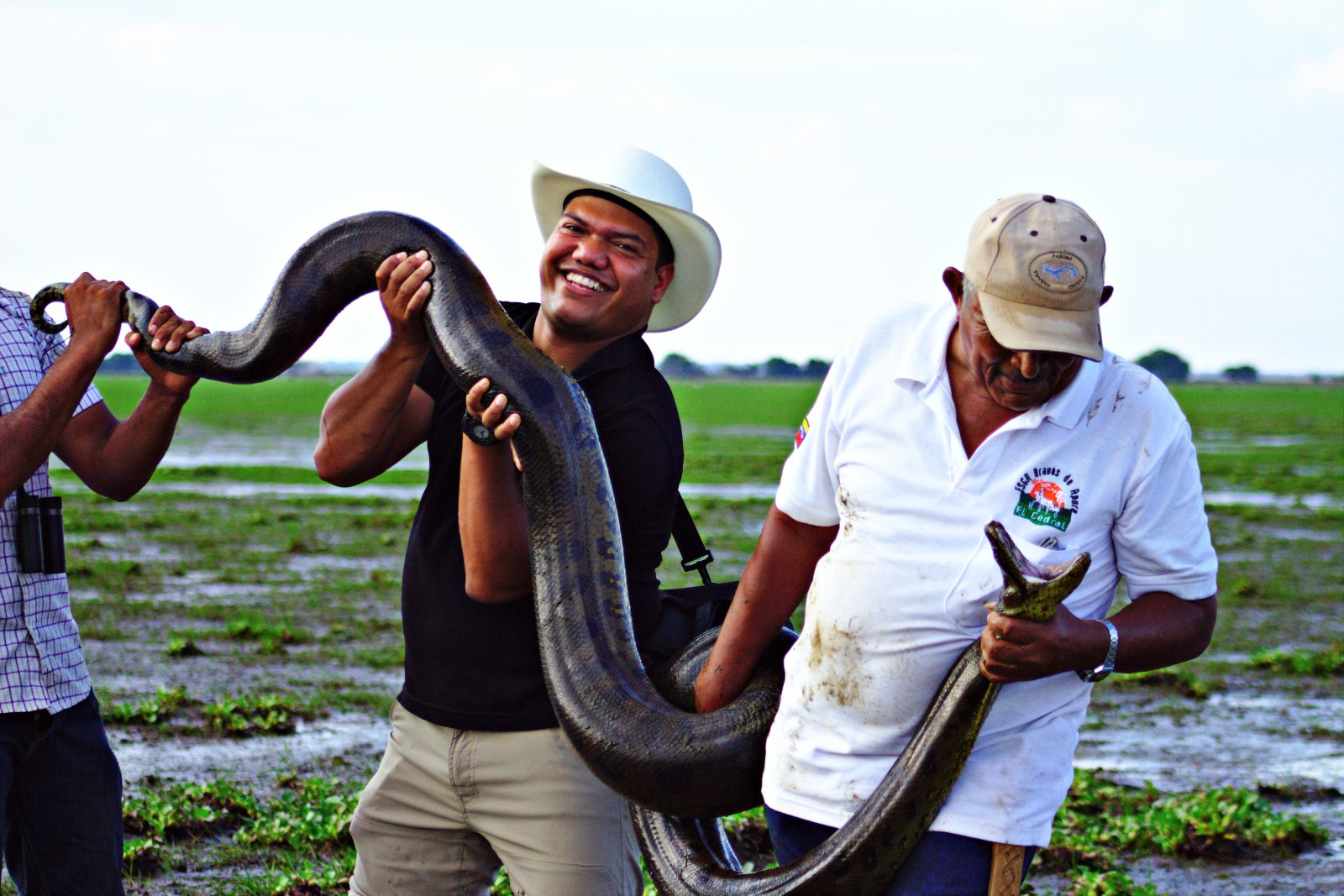
Anakonda chycená v přírodě